# Spilogona parvimaculata
Spilogona parvimaculata är en tvåvingeart som först beskrevs av Stein 1920.  Spilogona parvimaculata ingår i släktet Spilogona och familjen husflugor. Inga underarter finns listade i Catalogue of Life.